# Cô dâu 15 tuổi
Cô dâu 15 tuổi (tiếng Hàn: 어린 신부; Romaja: Eorin sinbu) là một phim Hàn Quốc hài lãng mạn năm 2004 về một cuộc hôn nhân sắp đặt giữa một nữ sinh trung học Bo Eun (Moon Geun-young) và nam một sinh viên đại học Sang Min (Kim Rae-won). Với 3.149.500 vé đã được bán, đây là bộ phim nổi tiếng phổ biến thứ hai tại phòng vé Hàn Quốc năm 2004.
Cô dâu 15 tuổi là phiên bản của Hàn Quốc làm lại bộ phim Vợ tôi 18 tuổi với diễn viên chính là Thái Trác Nghiên và Trịnh Y Kiện được sản xuất năm 2002 của Hồng Kông.

## Kịch bản
Bo Eun là nữ sinh trung học vừa tròn 15 tuổi. Cô bé bị ép kết hôn với Sang Min – cháu trai người đồng đội năm xưa của ông nội. Cuộc hôn nhân là lời hứa của ông nội Sang Min và ông nội Bo Eun những ngày còn là bạn thân trong quân ngũ.
Sang Min là một du học sinh ngành mỹ thuật tài năng và rất đào hoa. Anh chàng có tật xấu là thường bị “thôi miên” trước những cô nàng nóng bỏng trong bất cứ hoàn cảnh nào. Bo Eun khi ấy vẫn là một nữ sinh hay mộng mơ, cô bé thầm thích anh chàng hot boy của đội tuyển bóng chày.
Ở độ tuổi còn cắp sách đến trường, lại phải lên xe hoa cùng người mình không yêu, Bo Eun vô cùng tuyệt vọng. Nhưng bản chất trẻ con và ngốc nghếch đã khiến cô bé vui vẻ trở lại vì thấy mình quá xinh đẹp trong đám cưới.
Trở thành vợ Sang Min, cô dâu ngây ngô ấy không ít lần khiến khán giả cười lăn bằng những trò quậy phá của mình. Cặp vợ chồng trẻ thường xuyên tranh nhau đồ ăn hay độc chiếm ti vi làm nổ ra những màn tranh cãi kịch liệt. Không những thế, diệu kế oẳn tù tì để phân chia việc nhà cũng được áp dụng khiến người thua cuộc vô cùng hậm hực.
Cô bé ham chơi còn không ít lần bỏ đói chồng vì mải la cà cùng bạn thân sau giờ học. Nhiều bậc phụ huynh không khỏi ái ngại cho Bo Eun chưa kịp lớn đã phải gánh vác cuộc sống gia đình.
Giống như bao nữ sinh trung học khác, Bo Eun chưa từng nghĩ mình là người có chồng. Trái tim cô bé vẫn rung lên khi chạm mặt anh chàng thầm thương trộm nhớ. “Mối tình vụng trộm” với hotboy bóng chày ngày càng khiến Bo Eun say mê đến quên đi sự tồn tại của chồng mình. Trớ trêu hơn, Sang Min bất ngờ trở thành thầy giáo thực tập tại trường trung học của Bo Eun.
Điều không ai mong ấy cũng là ngọn nguồn của nhiều tình huống bi hài. Cô dâu 15 tuổi loay hoay che giấu sự thật mình đã kết hôn và vất vả đối phó với nhiều “đàn chị” vì dám hẹn hò với anh chàng nổi tiếng nhất trường. Không những thế, Bo Eun tội nghiệp còn bị cô chủ nhiệm phạt vì dám phá vỡ giấc mơ tình yêu giữa cô ta và thầy giáo trẻ Sang Min.
Đấu tranh giữa bản năng yêu đương của một cô gái mới lớn và trách nhiệm của người vợ khiến Bo Eun vô cùng mệt mỏi. Tuổi đời quá nhỏ, cô bé chỉ biết chạy theo những cảm xúc ngọt ngào mới mẻ và sau đó là ân hận vì sự vô tâm, ích kỷ của mình đã khiến chồng cô bị tổn thương.
Chính những quan tâm thầm lặng nhưng chân thành của Sang Min đã khiến cô bé bừng tỉnh. Bo Eun chợt nhận ra, bên cạnh sự lãng tử, đào hoa của Park Sang Min là một trái tim ấm áp và yêu thương cô trọn vẹn. Phân cảnh Bo Eun nức nở thú nhận trước toàn trường: “ Sang Min, từ nhỏ anh đã luôn ở bên cạnh em. Em chưa bao giờ có cảm giác lạ lẫm với anh. Nhưng, em nghĩ là em rất thương anh…” khiến khán giả xúc động và mỉm cười cho cái kết viên mãn.

## Phân vai
- Moon Geun-young vai Bo-eun
- Kim Rae-won vai Sang-min
- Park Jin-woo vai Lee Jung-woo
- Shin Se-kyung vai Hye-won, bạn Bo-eun
- Ahn Sun-young vai cô Kim
- Kim Bo-kyung vai Ji-soo
- Kim In-moon vai ông nội Bo-eun
- Song Ki-yoon vai cha Bo-eun
- Sunwoo Eun-sook vai mẹ Bo-eun
- Han Jin-hee vai cha Sang-min
- Kim Hye-ok vai mẹ Sang-min
- Yoon Chan vai Yong-joo
- Ryu Deok-hwan vai Dong-goo
- Kim Han vai Young-chul

## Nhạc phim
1. Kí ức tuổi thơ
2. Tình yêu của tôi - Shim Eun-jin
3. Buồn lòng
4. Thời gian hạnh phúc
5. Tán tỉnh
6. Nỗi buồn của Sang-min
7. Nhìn vào tôi - Park Se-ryung
8. Tình yêu đầu tiên
9. Tôi chưa biết tình yêu là gì - Moon Geun-young
10. Bức tường của tình yêu
11. Trung tâm mua sắm
12. Lá thư
13. Chú hề đang cười tôi
14. Tự tình giảng đường
15. Tôi chưa biết tình yêu là gì - Kim Hye-jin
16. Tôi chưa biết tình yêu là gì - Jeon Woo-joo
17. Tôi chưa biết tình yêu là gì (Inst)
18. Tình yêu đầu tiên (Inst)

## Giải thưởng và đề cử
| Năm  | Giải thưởng                            | Thể loại                                    | Đề cử                                          | Kết quả   |
| ---- | -------------------------------------- | ------------------------------------------- | ---------------------------------------------- | --------- |
| 2004 | Giải MAMA lần 6                        | Nhạc phim xuất sắc nhất                     | "Tôi chưa biết tình yêu là gì" Moon Geun-young | Đề cử     |
| 2004 | Giải Chuông Vàng lần 41                | Diễn viên nam mới xuất sắc                  | Kim Rae-won                                    | Đoạt giải |
| 2004 | Giải Chuông Vàng lần 41                | Diễn viên nữ mới xuất sắc                   | Moon Geun-young                                | Đoạt giải |
| 2004 | Giải Chuông Vàng lần 41                | Giải thưởng phổ biến                        | Moon Geun-young                                | Đoạt giải |
| 2004 | Giải Nghệ thuật Điện ảnh Chunsa lần 12 | Diễn viên nữ mới xuất sắc                   | Moon Geun-young                                | Đoạt giải |
| 2004 | Giải Điện ảnh Thanh Long lần 25        | Giải thưởng phổ biến                        | Moon Geun-young                                | Đoạt giải |
| 2004 | Giải Điện ảnh Hàn Quốc lần 3           | Diễn viên nữ mới xuất sắc                   | Moon Geun-young                                | Đề cử     |
| 2005 | Giải Nghệ thuật Baeksang lần 41        | Diễn viên nam phổ biến nhất (Phim điện ảnh) | Kim Rae-won                                    | Đề cử     |